# 一夜狂欢
《一夜狂歡》（英語：A Hard Day's Night），是英國搖滾樂團披頭四的第三张錄音室专辑，發行日期是1964年7月10日。大碟第一面是他們的同名電影《一夜狂歡》的電影原聲歌曲。美國版的專輯在兩個星期前的1964年6月26日，由United Artists Records唱片公司發行，有不同的曲目清單。這是第一張披頭四专辑以四聲軌磁帶灌錄，可製作良好的立體聲混音。

## 才華洋溢
相對於披頭四之前兩張專輯，《一夜狂歡》的十三首歌曲全部都是約翰·藍儂和保羅·麥卡尼的作品，展示了樂隊歌曲創作才華的發展。這張專輯包含了他們一些最有名的歌曲，包括其主打歌《A Hard Day's Night》， 它的起始和弦獨特鮮明，一聽便能認出；加上之前推出的《Can't Buy Me Love》，雙雙成為樂隊跨大西洋的冠軍細碟。

## 英美評價
2000年，英國的《Q 雜誌》將《一夜狂歡》放在排行榜第五位，成為「英國一百個最偉大的專輯」名單之一。2012年，它被《滾石雜誌》評選為「史上最偉大的五百個專輯」名單中第307位。

## 發行雷射唱片
1987年2月26日，《一夜狂歡》專輯正式發行CD版（只提供單聲道）。以往這個專輯在美國只有進口版；1987年7月21日，唱片及卡式錄音帶亦都在美國國內發行。2009年9月9日，它連同披頭四其他的經典大碟，經過重新混音後，再度推出市面。這次發行的有立體聲和單聲道CD兩個版本。

## 曲目
| 順序 | 歌名                             | 演唱                    | 作詞                    | 作曲                    | 製作人    | 時間 |
| ---- | -------------------------------- | ----------------------- | ----------------------- | ----------------------- | --------- | ---- |
| 01   | A Hard Day's Night               | 约翰·列侬 保罗·麦卡特尼 | 约翰·列侬 保罗·麦卡特尼 | 约翰·列侬 保罗·麦卡特尼 | 乔治·马丁 | 2:34 |
| 02   | I Should Have Known Better       | 约翰·列侬               | 约翰·列侬               | 约翰·列侬               | 乔治·马丁 | 2:43 |
| 03   | If I Fell                        | 约翰·列侬 保罗·麦卡特尼 | 约翰·列侬 保罗·麦卡特尼 | 约翰·列侬 保罗·麦卡特尼 | 乔治·马丁 | 2:19 |
| 04   | I'm Happy Just to Dance with You | 乔治·哈里森             | 约翰·列侬               | 约翰·列侬               | 乔治·马丁 | 1:56 |
| 05   | And I Love Her                   | 保罗·麦卡特尼           | 约翰·列侬 保罗·麦卡特尼 | 约翰·列侬 保罗·麦卡特尼 | 乔治·马丁 | 2:30 |
| 06   | Tell Me Why                      | 约翰·列侬               | 约翰·列侬               | 约翰·列侬               | 乔治·马丁 | 2:09 |
| 07   | Can't Buy Me Love                | 保罗·麦卡特尼           | 保罗·麦卡特尼           | 保罗·麦卡特尼           | 乔治·马丁 | 2:12 |
| 08   | Any Time at All                  | 约翰·列侬               | 约翰·列侬               | 约翰·列侬               | 乔治·马丁 | 2:11 |
| 09   | I'll Cry Instead                 | 约翰·列侬               | 约翰·列侬               | 约翰·列侬               | 乔治·马丁 | 1:46 |
| 10   | Things We Said Today             | 保罗·麦卡特尼           | 保罗·麦卡特尼           | 保罗·麦卡特尼           | 乔治·马丁 | 2:35 |
| 11   | When I Get Home                  | 约翰·列侬               | 约翰·列侬               | 约翰·列侬               | 乔治·马丁 | 2:17 |
| 12   | You Can't Do That                | 约翰·列侬               | 约翰·列侬               | 约翰·列侬               | 乔治·马丁 | 2:35 |
| 13   | I'll Be Back                     | 约翰·列侬               | 约翰·列侬               | 约翰·列侬               | 乔治·马丁 | 2:24 |

## 外部連結
- The Beatles 官方网站 A Hard Day's Night 页面